# Stazione di Siracusa Nuova
La stazione di Siracusa Nuova  era la stazione terminale, viaggiatori e merci, della città di Siracusa appartenente alla ferrovia, a scartamento ridotto, della Valle dell'Anapo. Chiusa all'esercizio il 30 giugno 1956 e successivamente dismessa venne alienata a metà degli anni settanta.

## Storia
La stazione venne costruita alla periferia nord-est della città vecchia (Ortigia), affiancata alla Stazione di Siracusa delle Ferrovie dello Stato (già esistente dal 1871). Venne aperta al traffico il 19 luglio 1915 quando venne inaugurato il primo tronco, da Siracusa a Solarino, della Ferrovia Siracusa-Ragusa-Vizzini; la stazione esercita dalla società privata SAFS, venne denominata Siracusa Nuova e, con i relativi impianti, era situata a sud-est del fascio binari FS, all'altezza del Deposito Locomotive di Siracusa ma oltre la via Elorina senza alcuna connessione diretta tra i fabbricati delle due amministrazioni ferroviarie. In seguito i binari vennero prolungati fino al Porto di Siracusa sfruttando lo stesso percorso di quelli FS fino alla stazione di Siracusa Marittima.
Rimase abbandonata fino alla metà degli anni settanta quando, acquisita dal Comune di Siracusa, venne adibita ad autoparco per i servizi ecologici municipali.

## Strutture e impianti
La stazione consisteva di un fabbricato laterale, a due livelli posto ad ovest del proprio fascio binari, senza pensilina, con arrivi sul primo binario e sosta in 2° e 3°. L'edificio di stazione era affiancato a nord dalla Rimessa-Officina. La stazione, di fine corsa, era passante in quanto era prevista per l'avvio dei treni merci in manovra verso i binari del porto.
Sui binari vennero accantonati per anni i rotabili dismessi ed era visibile anche il relitto della Automotrice CEMSA demotorizzata.